# کیسویل (میشیگان)
کیسویل، میشیگان (به انگلیسی: Caseville, Michigan) یک شهر در ایالات متحده آمریکا با جمعیت ۷۷۷ نفر است که در میشیگان واقع شده‌است.

## موقعیت جغرافیایی
موقعیت جغرافیایی شهرها و مناطق اطراف به شرح زیر است: